# Poxstall

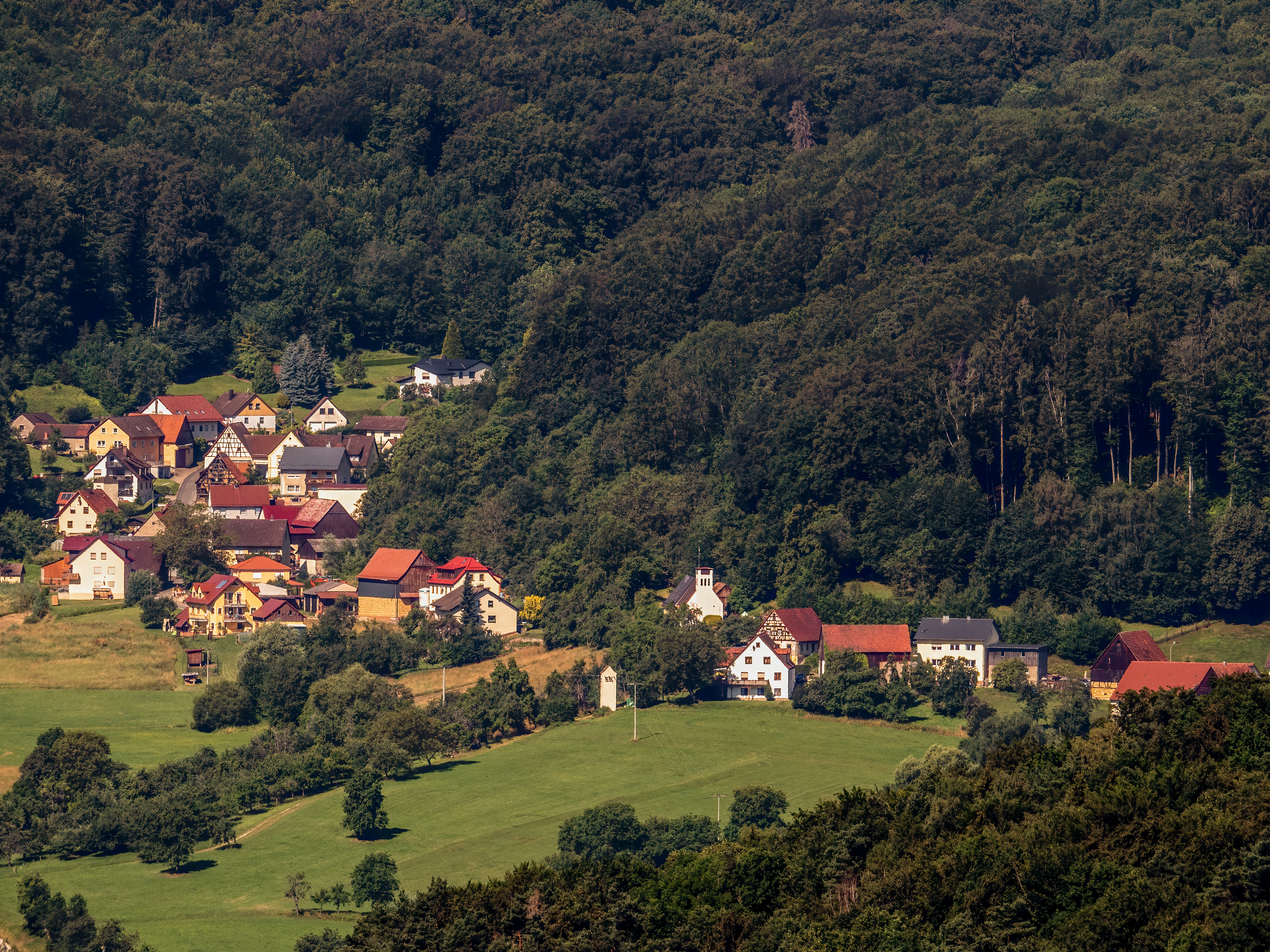
Luftbild Poxstall

Poxstall ist ein Gemeindeteil der Stadt Ebermannstadt im Landkreis Forchheim (Oberfranken, Bayern).

## Geografie
Das in der Wiesentalb gelegene Dorf liegt etwa dreieinhalb Kilometer westsüdwestlich des Ortszentrums von Ebermannstadt auf einer Höhe von 392 m ü. NHN.

## Geschichte
Die erste urkundliche Erwähnung von Poxstall war 1373 mit dem Namen „Postal“. Bis zum Beginn des 19. Jahrhunderts unterstand Poxstall der Landeshoheit des Hochstifts Bamberg. Die Dorf- und Gemeindeherrschaft übte dessen Amt Forchheim als Vogteiamt aus. Auch die Hochgerichtsbarkeit stand diesem Amt als Centamt zu.
Als das Hochstift Bamberg infolge des Reichsdeputationshauptschlusses 1802/03 säkularisiert und unter Bruch der Reichsverfassung vom Kurfürstentum Pfalz-Baiern annektiert wurde, wurde Poxstall ein Teil der bei der „napoleonischen Flurbereinigung“ gewaltsam in Besitz genommenen neubayerischen Gebiete.
Durch die Verwaltungsreformen zu Beginn des 19. Jahrhunderts im Königreich Bayern wurde Poxstall mit dem Zweiten Gemeindeedikt 1818 ein Teil der Ruralgemeinde Neuses. Mit der Gebietsreform in Bayern wurde Poxstall am 1. Januar 1971 in die Stadt Ebermannstadt eingegliedert.

## Verkehr
Eine bei Rüssenbach von der Bundesstraße 470 abzweigende Gemeindeverbindungsstraße führt über Neuses nach Poxstall. Der ÖPNV bedient das Dorf an einer Bushaltestelle der Buslinie 236 des VGN. Die nächstgelegenen Bahnhöfe der Wiesenttalbahn befinden sich in Ebermannstadt und Pretzfeld.

## Baudenkmäler

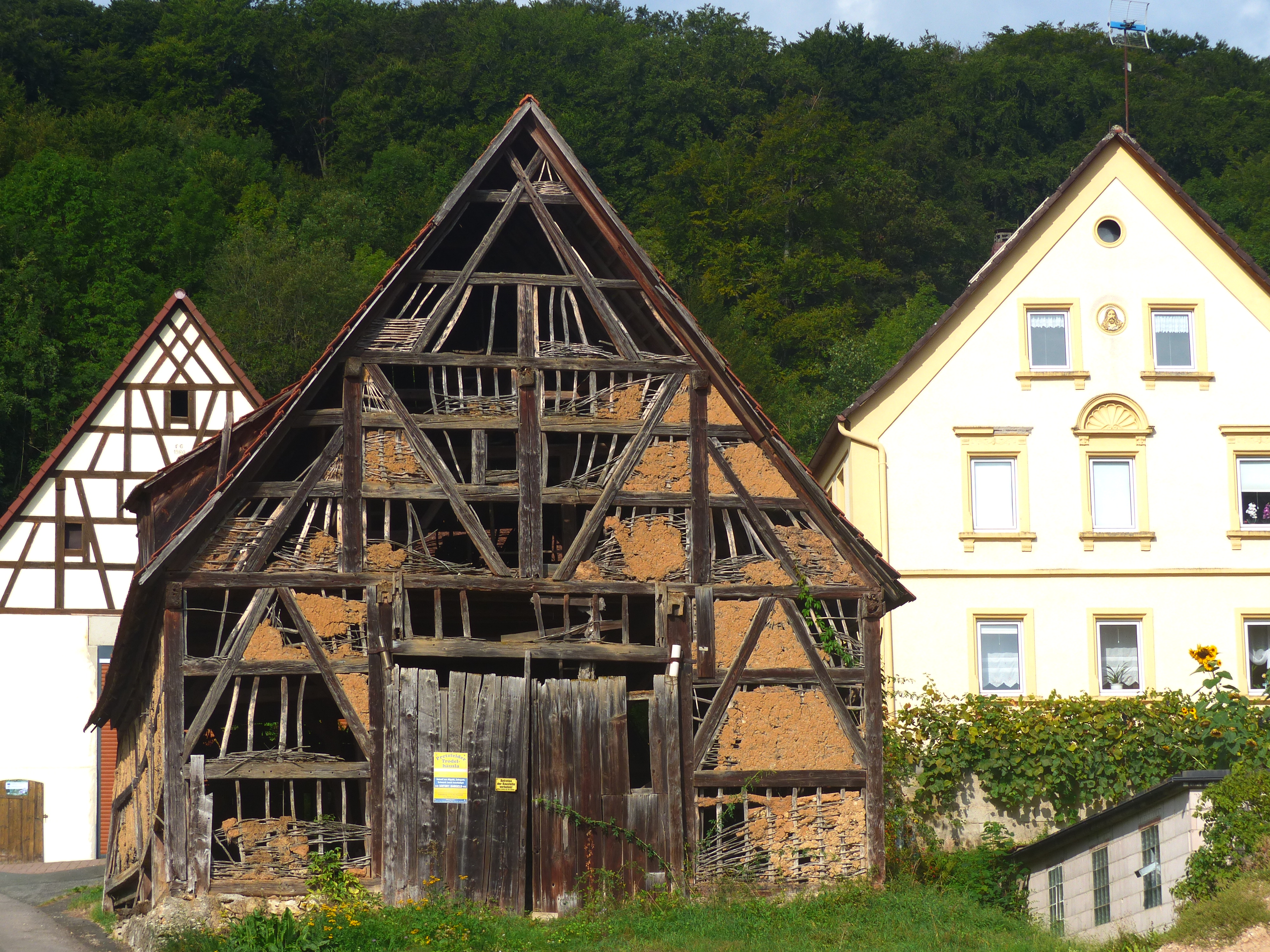
Fachwerkscheune mit Satteldach

In Poxstall gibt es eine Fachwerkscheune mit Satteldach, die wahrscheinlich aus dem 18. Jahrhundert stammt.